# Oscar Zariski
Oscar Zariski est un mathématicien parmi les plus influents dans le domaine de la géométrie algébrique au XXe siècle. Il est né sous le nom de Ascher Zaritsky dans une famille juive le 24 avril 1899, à Kobrin (aujourd'hui en Biélorussie, à l'époque en Russie). Il est mort le 4 juillet 1986 à Brookline, dans le Massachusetts.

## Biographie
Il est un étudiant de l'université de Kiev en 1918, poursuivant ensuite ses études à « La Sapienza » de Rome en 1920. Il devient un disciple de l'École italienne de géométrie algébrique, étudiant avec Guido Castelnuovo, Federigo Enriques et Francesco Severi. Il soutient son doctorat en 1924, sur la théorie de Galois. C'est lors de sa publication qu'il accepte une suggestion de changer son nom pour des raisons professionnelles.
Il émigre aux États-Unis en 1927, avec le soutien de Solomon Lefschetz. Il obtient de pouvoir donner des cours à l'université Johns-Hopkins, mais ne devient professeur titulaire qu’en 1937.
Durant cette période, il écrit un livre célèbre sur les surfaces algébriques, prévu initialement comme un bilan du travail de l'école italienne. Ce livre est publié en 1935. Il est révisé longtemps après, avec de nombreuses notes montrant combien la géométrie algébrique avait changé depuis, non seulement dans ses fondations mais aussi dans ses objectifs.
Il semble que ce travail soit à l'origine de l'insatisfaction de Zariski vis-à-vis de l'approche italienne de la géométrie birationnelle. Le problème est une rigueur insuffisante et la solution est l'usage de l'algèbre commutative. La topologie de Zariski (nommée ainsi aujourd'hui), est adaptée à la géométrie birégulière, où les variétés sont liées par des applications polynomiales. Cette théorie est trop limitée pour les surfaces algébriques, et même pour les courbes avec des points singuliers. Une application rationnelle est à une application polynomiale ce qu'une fonction rationnelle est à un polynôme. En termes géométriques, on doit considérer des fonctions définies sur un sous-ensemble ouvert et dense d'une variété donnée. La description du comportement sur le complémentaire peut exiger des points infiniment proches (en) pour expliquer le comportement limite le long de différentes directions. Ceci nécessite, dans le cas des surfaces, d'employer également la théorie des valuations pour décrire des phénomènes tels que les éclatements.
Zariski devient professeur à l’université Harvard en 1947 et prend sa retraite en 1969. En 1945, il discute fructueusement des fondations de la géométrie algébrique avec André Weil. Weil est intéressé à établir une théorie abstraite des variétés, pour expliquer l'utilisation de la variété jacobienne dans sa preuve de l'hypothèse de Riemann pour les courbes sur les corps finis, une direction plutôt transverse aux intérêts de Zariski.
À Harvard, parmi les étudiants de Zariski, on peut noter Shreeram Abhyankar, Heisuke Hironaka, David Mumford, Piotr Blass, Michael Artin et Steven Kleiman, dont les intérêts vont de la théorie des singularités à la cohomologie en passant par la théorie des espaces de modules. Zariski lui-même travaille sur la théorie de l'équisingularité. Une partie de ses résultats principaux, le théorème principal de Zariski (en) et le théorème de Zariski sur les fonctions holomorphes, font partie des résultats généralisés et inclus dans les fondations modernes de la géométrie algébrique dues à Alexandre Grothendieck.
Il reçoit le prix Steele et le prix Wolf en 1981. Il écrit également un livre sur l'algèbre commutative en deux volumes, avec Pierre Samuel. Ses articles sont édités par les presses du MIT en quatre volumes.